# Regent
 For alternative betydninger, se Regent (flertydig). (Se også artikler, som begynder med Regent)
En regent er en fyrste, der regerer et land. I snævrere forstand kan "regent" også være synonymt med rigsforstander, altså en person, der regerer på vegne af monarken, hvis denne (kort- eller langvarigt) er forhindret, for eksempel hvis monarken er mindreårig, bortrejst eller sindssyg. I almindelighed vil et regentskab i første række blive varetaget af en tronfølger, og i de tilfælde kan betegnelsen kronprinsregent også ses benyttet.